# MATS (satellit)

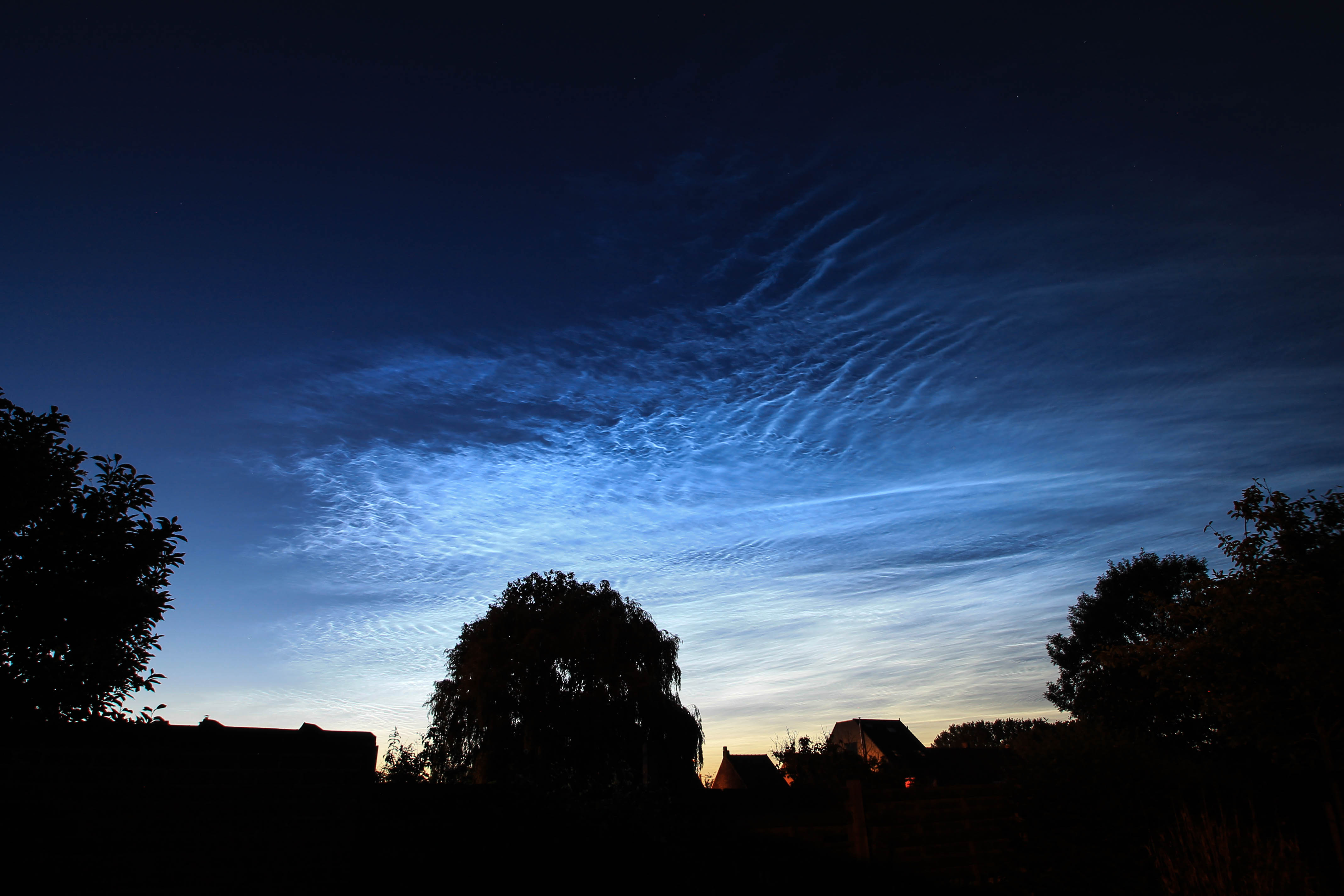
Vågor i jordens mesosfär syns i nattlysande moln över Nederländerna juni 2019.

MATS (Mesospheric Airglow/Aerosol Tomography and Spectroscopy) är en svensk satellit, beställd av Rymdstyrelsen. Projektet leds av forskare vid Stockholms universitet. Den ska bli först i en serie av forskningssatelliter som använder plattformkonceptet Innosat.
Satelliten ska under minst två års tid studera vågor i jordens mesosfär genom att observera infrarött ljus från syremolekyler i atmosfären (airglow eller luftglöd) samt ultraviolett ljus som reflekteras av nattlysande moln.. 
Satelliten väger ungefär 50 kg och färdas på cirka 600 km höjd över jordytan.
Uppskjutning ombord på en Electronraket genomfördes den 4 november 2022 17:30 svensk tid från Rocket Labs LC-1 på Māhiahalvön i Nya Zeeland.  Det var meningen att satelliten skulle ha sänts upp från den ryska rymdbasen Vostotjnyj, men den ryska invasionen av Ukraina i februari 2022 påverkade det internationella forskningssamarbete som Ryssland deltar i.